# Паоло Стопа
Паоло Стопа (на италиански: Paolo Stoppa) е италиански театрален и кино актьор. 

## Биография
Роден е на 6 юни 1906 г. в Рим, Италия. Завършил е Римската консерватория. Работил е в театъра. През 1946-1960 г. той ръководи актьорската трупа, създадена заедно с Рина Морели. В киното е от 1934 г. Работил е с изявени режисьори на италианското и световното кино като: Алесандро Блазети, Рене Клер, Джузепе Де Сантис, Виторио Де Сика, Роберто Роселини, Лукино Висконти и други. Снимал е също във Франция, Испания и САЩ. Общо филмографията му актьор съдържа повече от 170 филма.

## Избрана филмография
| година | филм                      | оригинално заглавие          | роля                 | режисьор        |
| ------ | ------------------------- | ---------------------------- | -------------------- | --------------- |
| 1951   | Чудото в Милано           | Miracolo a Milano            | Рапи                 | Виторио Де Сика |
| 1959   | Законът                   | La legge                     | Tonio                | Жул Дасен       |
| 1961   | Роко и неговите братя     | Rocco e i suoi fratelli      | Чечи                 | Лукино Висконти |
| 1961   | Страшният съд             | Il giudizio universale       | Джорджо              | Виторио Де Сика |
| 1962   | Бокачо '70 (Работата)     | Boccaccio '70 (Il lavoro)    |                      | Лукино Висконти |
| 1963   | Гепардът                  | Il Gattopardo                | дон Калоджеро Седара | Лукино Висконти |
| 1964   | Бекет                     | Becket                       | папа Александър III  | Питър Гленвил   |
| 1966   | След лисицата             | After the Fox                | Полио                | Виторио Де Сика |
| 1968   | Имало едно време на Запад | Once Upon a Time in the West | Сам, кочияшът        | Серджо Леоне    |
| 1984   | Приятели мои II           | Amici miei Atto II           | Савино Капогреко     | Марио Моничели  |